# Mereworth Castle
Mereworth Castle è una villa neopalladiana nel Kent, in Inghilterra.
Mereworth non è propriamente un castello ma una riproduzione ispirata a Villa Capra detta la Rotonda di Andrea Palladio. È stato costruito da Colen Campbell. Gli interni presentano bassorilievi di Giovanni Bagutti e affreschi di Francesco Sleter. Attorno alla villa si sviluppa un grande parco e una valle con padiglioni e casine artistiche.

## Storia

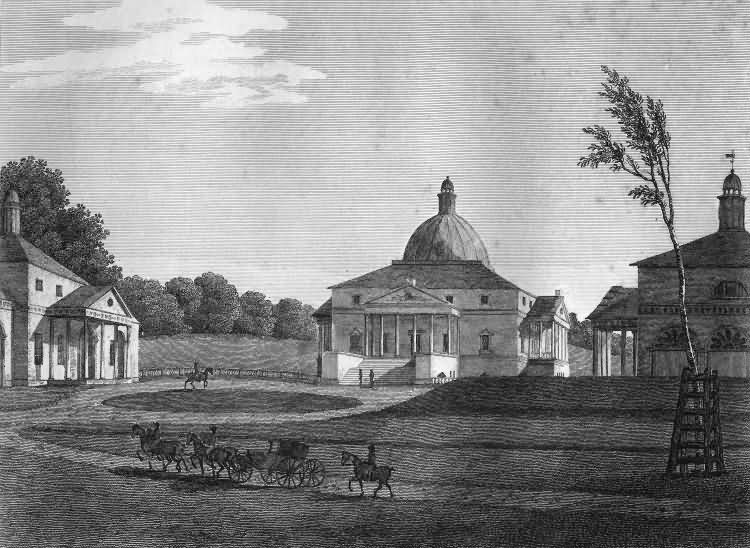
Mereworth in un'incisione di Letitia Byrne tratta da un dipinto di Paul Amsinck, 1809.

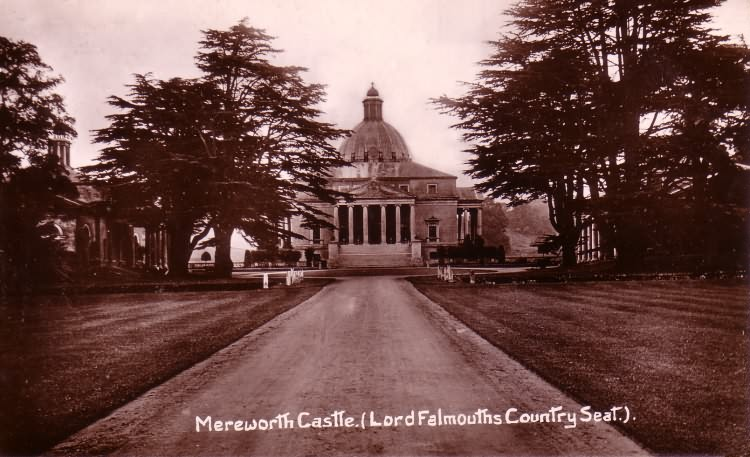
Mereworth Castle in una cartolina del 1911.

Originariamente sito di un maniero fortificato risalente al 1332, l'abitazione venne ereditata da Francis Fane, I conte di Westmorland (1580-1629) (figlio ed erede di Sir Thomas Fane (m. 1589) di Badsell, nella parrocchia di Tudeley, nel Kent) da parte di sua madre Mary Neville, suo jure baronessa le Despenser (c. 1554–1626), unica figlia ed erede di Henry Nevill, VI barone Bergavenny (m. 1587). L'attuale costruzione venne costruita però a partire dagli anni '20 del Settecento da John Fane, VII conte di Westmorland su disegno dell'architetto Colen Campbell che si ispirò alla palladiana Villa la Rotonda, in Veneto. L'interno presenta stucchi di Giovanni Bagutti ed affreschi di Francesco Sleter.
La casa è passata per eredità ai baroni Oranmore e Browne dei quali è sede famigliare. Venne venduta nel 1930  ed utilizzata come campo di prigionia durante la seconda guerra mondiale. Negli anni '50 e '60 del Novecento fu proprietà dell'artista Michael Lambert Tree (1921–1999), figlio di Ronald Tree ed erede della fortuna mercantile della Marshall Field, e di sua moglie, Lady Anne Cavendish, figlia del X duca di Devonshire. Tree ereditò la casa da suo zio, Peter Beatty, che morì il 26 ottobre 1949.
Il Wateringbury Stream attraversa i terreni del castello ed è alimentato da un mulino ad acqua che si trova ad est del castello.
Mereworth Castle è oggi proprietà di Mahdi Al-Tajir, ex ambasciatore degli Emirati Arabi Uniti nel Regno Unito e proprietario della Highland Spring, che la acquistò nel 1976 per la cifra di 1.200.000 dollari. Solitamente la struttura non è accessibile al pubblico, ma apre i battenti in rare occasioni con tours guidati.